# Парапузосия зеппенрадская
Парапузосия зеппенрадская (лат. Parapuzosia seppenradensis) — вид вымерших головоногих моллюсков отряда аммонитов конца мелового периода, крупнейший из известных науке.  

## История
Крупнейший образец найден в 1895 году в Германии в районе общины Зеппенраде рядом с городом Людингхаузен. В настоящее время ископаемое экспонируется в Вестфальском музее естественной истории в Мюнстере. 

## Описание
Моллюск обитал в морях сантонского-раннего кампанского веков верхнего мела по обе стороны Атлантики, вначале достигая 1 м, затем 1,5—1,8 м в диаметре раковины. Возможно, увеличение размеров раковины было связано с коэволюционным ростом тела мозазавра — крупнейшего морского хищника того периода. 
Диаметр крупнейшей из найденных раковин составляет 1,74 м при том, что жилая камера сохранилась лишь частично. Согласно ряду публикаций, целая раковина могла достигать 2,55 м или даже 3,5 м в диаметре, однако последнее исследование 2021 года показало, что диаметр раковины этого моллюска составлял примерно 2 м. Прижизненная масса парапузосии из Зеппенраде оценивается в 1455 кг, из которых на раковину приходилось 705 кг.